# سينديكا دوكولو
سينديكا دوكولو (بالإنجليزية: Sindika Dokolo ) ولد 16 مارس 1972 وتوفي 29 أكتوبر 202 كان جامعًا فنيًا ورجل أعمال كونغوليًا. امتلك واحدة من أهم مجموعات الفن الأفريقي المعاصر والتي تضم أكثر من 3000 قطعة.
في 29 أكتوبر 2020، أفادت مصادر إخبارية متعددة بوفاته. ووقعت الوفاة في حادث بحري بمدينة دبي. توفي عن عمر يناهز 48 عامًا.

## الأسرة والتعليم
ولد في كينشاسا عام 1972 ، ونشأ في بلجيكا وفرنسا على يد الوالدين أوغستين دوكولو، صاحب بنك، ومليونير، وجامع فنون أفريقية،  وزوجته الدنماركية هان كروس. تخرج سينديكا من مدرسة ليسيه سان لويس دي غونزاغ في باريس، ثم درس الاقتصاد والتجارة واللغات الأجنبية في جامعة بيير وماري كوري.
في عام 2002 ، تزوج من إيزابيل دوس سانتوس، الابنة الكبرى لجوزيه إدواردو دوس سانتوس، رئيس أنغولا السابق. اعتبارًا من عام 2020 ، كان هو وزوجته يخضعان للتحقيق لاستمالة ثروتهما بوسائل فاسدة، وهي مزاعم نفاها.

## النشاط السياسي
في 10 أغسطس 2017 ، أسس سينديكا دوكولو حركة (Les Congolais Debout)، التي عارضت استمرار رئيس جمهورية الكونغو الديمقراطية جوزيف كابيلا في السلطة إلى ما بعد الفترتين المنصوص عليهما في دستور 2006.

## الترويج للفنون الأفريقية
من خلال مبادرة والده، بدأ دوكولو مجموعة فنية في سن الخامسة عشرة. خلال مقابلة مع شبكة التلفزيون الأنغولية TPA ، قال إن والديه أحبوا الفن في البداية: لقد اصطحبه والدته لزيارة جميع المتاحف في أوروبا وكان والده كذلك جامع كبير للفن الأفريقي الكلاسيكي. قرر والده العودة إلى زائير للانضمام إلى الشركة العائلية الكبيرة - في المجموع 17 شركة (البنوك، تربية، صيد الأسماك، تصدير البن، العقارات، موزع السلع الاستهلاكية، نقل البضائع، الطباعة، التأمين، التعدين، وبيع السيارات). انهارت البلاد ولم يتمكن نشاطهم من البقاء. في وقت لاحق، تم تأميم هذه الشركات العائلية من قبل حكومة زائير في عام 1986 في عهد الرئيس موبوتو سيسي سيكو.
أسس دوكولو لاحقًا مؤسسة Sindika Dokolo للترويج للعديد من مهرجانات الفنون والثقافة في الداخل والخارج. تتمثل مهمتها في إنشاء مركز عرض للفنون الأفريقية المعاصرة وغيرها في لواندا، وكذلك تهيئة الظروف والأنشطة اللازمة لدمج الفنانين الأفارقة في الدوائر الدولية لعالم الفن. صرح دوكولو أن ارتباطه بالفنون لا يُقصد به الاعتراف به كمجمع كبير، ولكن بالأحرى «تقديم الفنانين الأفارقة إلى العالم». تتبع المؤسسة مبدأ إعارة قطعها بحرية إلى أي متحف دولي طالما أن هذا المتحف يقدم نفس المعرض في دولة أفريقية.
بدأ دوكولو معارض مثل SD Observatorio (يوليو 2006 - أغسطس 2006) في معهد فالنسيا للفن الحديث، أو Trienal de Luanda (ديسمبر 2006 - مارس 2007)، أو قائمة الاختيار Luanda Pop (يونيو 2007 - نوفمبر 2007) في 52nd بينالي البندقية. عندما توفي جامع التحف الألماني هانز بوجاتسكي، اقترح المنسق فرناندو ألفيم على سينديكا دوكولو شراء مجموعة 500 قطعة. تم تأمين المجموعة بسعر منخفض لأن أرملة Hans Bogatzke ، على الرغم من حبها لزوجها، لم تكن تريد المسؤولية وكانت سعيدة بمعرفة أنها ستعرض في إفريقيا. في 25 يناير 2010،  نظم معرضًا ضخمًا للاحتفال بالذكرى السنوية 434 لواندا بعنوان Luanda Suave e Frenética ، مع العديد من الفنانين الذين يعكسون بطرق مختلفة مدينة «نابضة بالحياة وسلسة».
في ديسمبر 2013، حضر دوكولو افتتاح بينالي ساو تومي وبرينسيبي السابع، وهو معرض فني دولي في البلاد، حيث تم تقديم الأعمال الفنية لمؤسسة سينديكا دوكولو. في مقابلة مع صحيفة Jornal de Negócios البرتغالية، تحدث جامع الأعمال الفنية عن مجموعته، مجادلًا بأن «القيمة المضافة لمشهد الفن الأفريقي المعاصر هي إعطاء منظور منطقي وذكي لقارة دائمة الحركة،» سوف، في رأيه، مشروع القارة الأفريقية في المستقبل.
شارك دوكولو في أكتوبر 2014 في معرض الفن الأفريقي المعاصر، الذي عقد في لندن بمشاركة العديد من الشخصيات المعروفة، بما في ذلك Lupita Nyong'o. في هذا الحدث، أعرب عدد من الفنانين والمشاهير، مثل عارضة الأزياء أليك ويك أو المغنية كيزياه جونز، علنًا عن دعمهم وتقديرهم لعمل جامع التحف، مسلطين الضوء على الدور الذي لعبته مؤسسة سينديكا دوكولو في تطوير أفريقيا المعاصرة. فن. على هامش هذه المشاركة، أخبر سينديكا دوكولو New African  عن مشاريعه في أنغولا وكيف «يجب أن يكون الفن الأفريقي المعاصر في متناول الأفارقة وأن يؤثر على حياتهم».

## فضائح الأعمال والفساد
كان يقيم في لواندا منذ عام 1999 ، وكان دوكولو رجل أعمال ورئيس مؤسسة Sindika Dokolo. كان عضوًا في مجلس إدارة شركة الأسمنت الأنغولية Nova Cimangola. وكان أيضًا عضوًا في مجلس إدارة Amorim Energia التي تمتلك ثلث شركة البترول البرتغالية Galp من خلال شركة Esperanza Holding BV.
في عام 2020 ، أشارت وثائق مسربة إلى أن دوكولو قد جنى الملايين من شراكة مشبوهة من جانب واحد مع شركة الألماس الأنغولية الحكومية، سوديام، لشراء حصة في شركة المجوهرات السويسرية الفاخرة De Grisogono.
كما استثمر دوكولو في قطاعات مختلفة، بما في ذلك الماس والنفط والعقارات والاتصالات السلكية واللاسلكية، في أنغولا والبرتغال وسويسرا والمملكة المتحدة وموزمبيق. في مقابلة مع Jeune Afrique ، ذكر أن هدفه لم يكن "بناء مجموعة متكاملة كبيرة"، بل الحصول على فرصة لرؤية "أنغولا وجمهورية الكونغو الديمقراطية كمكمل تكميلي" - "لواندا - كينشاسا يمكن أن يخلق ثقلًا موازنًا لتفوق جنوب إفريقيا.